# Fujiwara no Kimiko
Fujiwara no Kimiko (1232–1304) est une impératrice consort du Japon. Elle est l'épouse de l'empereur Go-Fukakusa.
Elle est la fille de la sœur cadette de la mère de son mari et du fils/neveu adopté de l'empereur Go-Saga. 
Descendance : 
- Deuxième fille : princesse impériale Takako (貴子内親王)
- Troisième fille : princesse impériale Reiko (姈子内親王) (épouse de l'empereur Go-Uda)

## Source de la traduction
- (en) Cet article est partiellement ou en totalité issu de l’article de Wikipédia en anglais intitulé « Fujiwara no Kimiko » (voir la liste des auteurs).